# Stříška (diakritický znak)

Stříška nad samohláskami

Stříška ( ˆ ), v češtině se především pro francouzštinu užívá též název cirkumflex, circumflex (z lat. circumflexus, dokola ohnutý, fr. accent circonflexe), především pro slovenštinu též vokáň, je diakritické znaménko připomínající háček otočený o 180°, v typografii má však od něj odlišnou podobu. Toto diakritické znaménko užívá řada jazyků (např. francouzština, norština, portugalština, esperanto, slovenština, vietnamština), případně romanizační abecedy (ISO 9 pro cyrilici, kunrei pro japonštinu), kde historickým vývojem nabylo různorodé funkce. Mezi nejběžnější patří označení délky, přízvuku, ve slovenštině označení výslovnosti dvojhlásky, ve francouzštině stažené hlásky a homofony.
Diakritické znaménko je odvozeno z označení protaženého přízvuku ve starořečtině, který v alfabětě vznikl spojení akutu (´) a gravisu (`) a který v alfabetě vypadá většinou jako vlnovka ( ῀ ) či obloukovitá stříška. Posléze byl přejímán jinými jazyky (a do latinky), nicméně ty přízvuk cirkumflex neměly (případně ho ztratily – tento přízvuk je uváděn pouze u litevštiny), takže znaménko cirkumflex užívaly k jiným účelům.